# Ischnus orbitatorius
Ischnus orbitatorius là một loài tò vò trong họ Ichneumonidae.